# Chubby Jackson
Chubby Jackson (New York, 1918. október 25. – Rancho Bernardo, 2003. október 1.) amerikai dzsesszzenész, nagybőgős, zenekarvezető.

## Pályakép
Greig Stewart "Chubby" Jackson tizenhét évesen klarinétosként kezdett dolgozni, de az 1930-as évek közepén hangszerét basszusgitárracserélt. Chubby Jackson leginkább a Woody Herman zenekaraival végzett intenzív jelenlétéről, valamint saját kisebb-nagyobb zenekarainak vezetőjeként ismert.
Jackson fellépett és lemezeket készített Louis Armstrong, Raymond Scott, Jan Savitt, Henry Busse, Charlie Barnet, Oscar Pettiford, Charlie Ventura, Lionel Hampton, Woody Herman, Gerry Mulligan, Lennie Tristano és mások társaságában.
Az 1950-es években Jackson szabadúszó stúdiózenészként dolgozott és néhány gyermektévéműsort vezetett, amelyet hétköznap reggelente és a „Chubby Jackson Show” címmel szombatonként adtak.

## Albumok
- Chubby's Back! (1957)
- Chubby Takes Over (1958)
- I'm Entitled to You!! (1958)
- Jazz from Then Till Now (1958)
- Chubby Jackson Discovers Maria Marshall (1961)

### Zenekarban
- Louis Armstrong, Town Hall Concert Plus (1957)
- Charlie Barnet, Cherokee (1958)
- Bill Harris, Bill Harris Herd (1956)
- Woody Herman, The Herd Rides Again (1958)
- Woody Herman, Hey! Heard the Herd? (1963)
- Wooyd Herman, The 40th Anniversary Carnegie Hall Concert (1977)
- Jackie and Roy, Jackie and Roy (1957)
- Marty Napoleon, Marty Napoleon and His Music (1958)
- Flip Phillips, A Melody from the Sky (1975)
- Charlie Ventura, Jumping with Ventura (1955)
- Charlie Ventura, East of Suez (1958)
- Ben Webster, Ben and the Boys Jazz Archives, 1976)

## Filmek
- Chubby Jackson az IMDb-n

## Díjak
- 2000: Big Band and Jazz Hall of Fame(wd)

## Fordítás
Ez a szócikk részben vagy egészben  a   Chubby Jackson című angol Wikipédia-szócikk ezen változatának fordításán alapul.  Az eredeti cikk szerkesztőit annak laptörténete sorolja fel. Ez a jelzés csupán a megfogalmazás eredetét és a szerzői jogokat jelzi, nem szolgál a cikkben szereplő információk forrásmegjelöléseként.